# Identification des entreprises au Maroc
Au Maroc, l'identification des entreprises  est l'ensemble de mesures prises par l'État (Fisc ou tribunaux) ou des organismes de contrôle (CNSS) pour identifier les entreprises exerçant sur le territoire du Royaume.
En 2011, l'Identifiant Commun de l'Entreprise (ICE) a été introduit pour permettre une identification unique des personnes morales, de leurs succursales et des personnes physiques.
L'ICE est composé de 15 chiffres dont les 9 premiers sont propres à l'entreprise. Les 4 chiffres suivants correspondent à ses différents établissements. Pour une entreprise avec un seul établissement, ces chiffres sont généralement "0000". Pour les entreprises possédant plusieurs établissements, chaque établissement se voit attribuer un code unique. Une clé de contrôle de 2 chiffres termine la séquence.